# Anolis coelestinus
Anolis coelestinus is een hagedis uit de familie anolissen (Dactyloidae).
De soort werd voor het eerst wetenschappelijk beschreven door Edward Drinker Cope in 1862. Later werd de naam Deiroptyx coelestina gebruikt. Tot 2016 werden er verschillende ondersoorten erkend, die tegenwoordig echter als aparte soorten worden gezien. Voorbeelden zijn de soorten Anolis demissus en Anolis pecuarius.

## Uiterlijke kenmerken
Anolis coelestinus bereikt een totale lichaamslengte van ongeveer 24 centimeter, de vrouwtjes blijven kleiner tot 19 cm. Deze soort is van andere soorten te onderscheiden door een geelgroene kleur, lichte tot witte streep van onder het oog tot de voorpoot. De kleur van de keelzak is variabel, maar niet zo fel als bij veel andere soorten; meestal bruinig tot blauwachtig of lichtoranje. De mannetjes hebben een duidelijkere oogstreep die doorloopt naar de oksel. Vaak zijn kleine witte en blauwe vlekjes aanwezig op de flanken. De oogomgeving is donker, meestal bruin tot blauw.

## Levenswijze
Op het menu staan allerlei insecten die in de bomen worden buitgemaakt. De anolis is goed aangepast aan het leven in een boom; zo heeft hij een wat langgerekte bek om beter vliegen te kunnen vangen. De vrouwtjes zetten eieren af, over de voortplanting is verder weinig bekend.

## Verspreiding en habitat
Anolis coelestinus komt voor in delen van Noord-Amerika en leeft endemisch in Haïti op het eiland Hispaniola en enkele bijbehorende eilanden. De habitat bestaat uit de kruinen van bomen in drogere tropische en subtropische bossen. De anolis is te vinden op de takken en stammen van de boom waar het dier jaagt op insecten. 